# Pietro de Ruffia
Pietro de Ruffia, também por vezes designado como Pietro Cambiani, foi um frade dominicano e mártir da Igreja Católica.

## História
O pai de Pietro era conselheiro municipal da sua cidade e a sua mãe, da pequena nobreza. Recebendo boa educação, cedo decidiu entrar na vida religiosa, tendo especial devoção a Nossa Senhora do Rosário. Entrou para a Ordem dos Pregadores aos 16 anos. Dedicou-se a perseguir os valdenses, sendo nomeado Inquisidor-geral do Piemonte.
Em Janeiro de 1365 Pietro e dois outros frades dominicanos foram em missão pelas montanhas até à Suíça para trabalharem com os franciscanos em Suze, onde foi assassinado no dia 2 de Fevereiro de 1365.